# Eduard Gehrmann
Eduard Gehrmann SVD (ur. 20 września 1888 w Szalmi koło Braniewa w Prusach Wschodnich, zm. 5 grudnia 1960 w Siegburgu) – niemiecki duchowny katolicki, werbista.

## Życiorys
Urodził się jako najstarsze z 16 dzieci mistrza kowalskiego i rolnika Eduarda Gehrmanna w Szalmi. Proboszcz Szalmi, Georg Matern, widząc szczególne uzdolnienia chłopca, umożliwił Eduardowi Gehrmannowi juniorowi wyjazd w 1902 roku w celu nauki do szkoły misyjnej św. Krzyża w Nysie na Śląsku prowadzonej przez werbistów. Gehrmann w 1912 wstąpił do zakonu werbistów i został wyświęcony na kapłana w 1915 roku.
Pracował jako misjonarz na Krymie. W 1923 zastąpił amerykańskiego jezuitę Edmunda A. Walsha i został kierownikiem papieskiej akcji humanitarnej w Moskwie. Jego starania o mianowanie delegatem apostolskim w Moskwie zostały zablokowane przez rząd sowiecki. Mimo toczących przez Eugenio Pacelli tajnych negocjacji, został wezwany do opuszczenie Rosji pod koniec sierpnia 1924 roku.
W latach 1925–1929, z inicjatywy papieża Piusa XI, Gehrmann został prywatnym sekretarzem nuncjuszy apostolskich Eugenio Pacellego (późniejszego papieża Piusa XII) i Cesare Orsenigo, w obu przypadkach w Berlinie. W ten sposób nadal był zaangażowany w negocjacje Stolicy Apostolskiej ze Związkiem Radzieckim.
Od lutego 1945 pracował w nuncjaturze apostolskiej w Berlinie na stanowisku chargé d'affaires. Gdy w 1946 Cesare Orsenigo opuścił Berlin, Gehrmann pełnił jego obowiązki, posiadając quasi-dyplomatyczny status. Dopiero w 1949 roku został Aloysius Muench mianowany następcą Cesare Orsenigo. W 1947 Gerhmann został rektorem domu misyjnego des Missionshauses Varone w diecezji trydenckiej.
Był członkiem katolickiego stowarzyszenia studentów K.D.St.V. Borusso-Saxonia Berlin.

## Pisma
- Personal Recollections of Pope Pius XII. In: Verbum SVD, ISSN 0042-3696, Jg. 4 (1962), S. 117–120.
- Ein Augenzeugenbericht über die letzten Tage der Apostolischen Nuntiatur in Berlin im April 1945. In: In Verbo Tuo. Festschrift zum 50jährigen Bestehen des Missionspriesterseminars St. Augustin bei Siegburg/Rheinland 1913–1963 (= Veröffentlichungen des Missionspriesterseminars St. Augustin, Bd. 12). Herausgegeben von den Lektoren in St. Augustin. Steyler Verlag, Steyl und Kaldenkirchen 1963, S. 113–116.